# 97 Lupi
97 Lupi (k Lupi) é uma estrela na direção da Lupus. Possui uma ascensão reta de 15h 25m 20.25s e uma declinação de −38° 44′ 00.9″. Sua magnitude aparente é igual a 4.60. Considerando sua distância de 374 anos-luz em relação à Terra, sua magnitude absoluta é igual a −0.70. Pertence à classe espectral A0V.